# MC Soffia
Soffia Gomes da Rocha Gregório Correia (São Paulo, 22 de fevereiro de 2004), mais conhecida como MC Soffia, é uma rapper, cantora e compositora brasileira. É conhecida pelas letras de suas canções, que falam sobre distorções sociais graves, como preconceito, racismo, machismo e que incentivam outras garotas a se amarem do jeito que são.

## Biografia
MC Soffia nasceu na Zona Oeste de São Paulo, na região de Raposo Tavares, em uma família de militantes do movimento negro. Sua mãe, a produtora cultural e estudante de direito Kamilah Pimentel, ficou grávida ainda na adolescência, aos dezessete anos.
Na época, frequentava o movimento negro das periferias de São Paulo. Quando a filha nasceu, passou a levá-la consigo para as rodas de debate e outros eventos. Logo, a menina começou a participar de oficinas. Assim, Soffia se familiarizou com a cultura negra brasileira e se tornou presença ativa de eventos culturais e shows de hip hop com Kamilah. Aos três anos, começou a compor. Com quatro anos, começou a ter aulas de capoeira, depois se apaixonou pelo maracatu. E, aos seis, participou de uma série de oficinas do mundo hip hop: breake, grafite, DJ e MC.
Nessa mesma idade, também descobriu sua vocação. “Quero cantar”, disse. Desde então, com a ajuda da mãe e da avó materna, que confecciona bonecas negras de pano, tem composto e cantado raps com a temática do empoderamento feminino e, principalmente, negro. As letras de suas músicas falam sobre distorções sociais graves, como preconceito, racismo, machismo e incentiva outras garotas a se amarem do jeito que são.
Em uma entrevista, ela disse que ele foi ridicularizada por seus colegas por causa de sua pele negra, por conta do racismo no país. Suas referências incluem Nicki Minaj, Beyoncé, Rihanna, Alicia Keys e Karol Conka. O primeiro show ocorreu aos sete anos de idade, em uma maratona dedicada ao aniversário de São Paulo.
Também enfrentou resistência para entrar no mundo do hip hop, por ser um universo dominado por homens e com forte preconceito em relação à participação feminina.
Em 2016, se apresentou a lado de Karol Conka na cerimônia de abertura dos Jogos Olímpicos do Rio.
Em janeiro de 2018, como atividade pré-lançamento de seu videoclipe, "Barbie Black", realizou uma exposição na casa Aparelha Luzia, localizada no centro da cidade de São Paulo, com fotografias inspiradas na letra da canção. Após a divulgação do videoclipe, foi alvo de comentários racistas nas redes sociais. Sua mãe abriu boletim de ocorrência após ter apurado que a filha fora alvo do comentário, sendo o caso registrado como injúria racial na Delegacia de Crimes Raciais e Delitos de Intolerância do Departamento de Homicídios e de Proteção à Pessoa.
Foi apontada como uma das mulheres mais influentes do mundo pela Lista de 100 Mulheres do ano da BBC, em 2017.
Foi uma das atrações musicais da cerimônia de entrega do Prêmio Sim à Igualdade Racial 2023, ao lado de BK', Owerá, Linn da Quebrada, Kaê Guajajara, Liniker e Jonathan Ferr.

## Vida pessoal
Em junho de 2022, Soffia afirmou em suas redes sociais que é bissexual.

## Discografia

### Singles
| Ano  | Canções                    | Nota                   |
| ---- | -------------------------- | ---------------------- |
| 2015 | "Brincadeira de Menina"    |                        |
| 2016 | "Menina Pretinha"          |                        |
| 2016 | "Minha Rapunzel tem Dread" | ft. Gram, Pedro Angeli |
| 2017 | "Cypher Kids"              |                        |
| 2018 | "Barbie Black"             | ft. Boss in Drama      |